# Gynoplistia dilatata
Gynoplistia dilatata är en tvåvingeart som beskrevs av Alexander 1924. Gynoplistia dilatata ingår i släktet Gynoplistia och familjen småharkrankar. Inga underarter finns listade i Catalogue of Life.